# Kroatië op het Europees kampioenschap voetbal 2008
Kroatië is een van de deelnemende landen op het Europees kampioenschap voetbal 2008 in Zwitserland en Oostenrijk. Kroatië nam al twee keer eerder deel aan het EK. In 1996 bereikte Kroatië de kwartfinale. Ook was het team de afgelopen drie WK-edities aanwezig. Op het WK van 1998 werd Kroatië zelfs derde. De bondscoach is de Kroaat Slaven Bilić.

## Kwalificatie

### Kwalificatieduels
6 september 2006
| Rusland | 0 - 0 | Kroatië |  |

7 oktober 2006
| Kroatië | 7 - 0 | Andorra |  |

11 oktober 2006
| Kroatië | 2 - 0 | Engeland |  |

15 november 2006
| Israël | 3 - 4 | Kroatië |  |

24 maart 2007
| Kroatië | 2 - 1 | Macedonië |  |

2 juni 2007
| Estland | 0 - 1 | Kroatië |  |

6 juni 2007
| Kroatië | 0 - 0 | Rusland |  |

8 september 2007
| Kroatië | 2 - 0 | Estland |  |

12 september 2007
| Andorra | 0 - 6 | Kroatië |  |

13 oktober 2007
| Kroatië | 1 - 0 | Israël |  |

17 november 2007
| Macedonië | 2 - 0 | Kroatië |  |

21 november 2007
| Engeland | 2 - 3 | Kroatië |  |

### Eindstand groep E
| Land      | Wed | Win | Gel | Ver | DV | DT | +/- | Pnt |
| --------- | --- | --- | --- | --- | -- | -- | --- | --- |
| Kroatië   | 12  | 9   | 2   | 1   | 28 | 8  | 20  | 29  |
| Rusland   | 12  | 7   | 3   | 2   | 18 | 7  | 11  | 24  |
| Engeland  | 12  | 7   | 2   | 3   | 24 | 7  | 17  | 23  |
| Israël    | 12  | 7   | 2   | 3   | 20 | 12 | 8   | 23  |
| Macedonië | 12  | 4   | 2   | 6   | 12 | 12 | 0   | 11  |
| Estland   | 12  | 2   | 1   | 9   | 5  | 21 | -16 | 7   |
| Andorra   | 12  | 0   | 0   | 12  | 2  | 42 | -40 | 0   |

## EK

### Groep B
| Land       | Wed | Win | Gel | Ver | DV | DT | +/− | Pnt |
| ---------- | --- | --- | --- | --- | -- | -- | --- | --- |
| Kroatië    | 3   | 3   | 0   | 0   | 4  | 1  | +3  | 9   |
| Duitsland  | 3   | 2   | 0   | 1   | 4  | 2  | +2  | 6   |
| Oostenrijk | 3   | 0   | 1   | 2   | 1  | 4  | -3  | 1   |
| Polen      | 3   | 0   | 1   | 2   | 1  | 3  | -2  | 1   |

|             |            |                  |                       |                                                         |
| 8 juni 2008 | Oostenrijk | 0–1              | Kroatië               | Ernst Happel Stadion, Wenen Scheidsrechter: Pieter Vink |
| 8 juni 2008 |            | wedstrijdverslag | 4' (pen.) Luka Modrić | Ernst Happel Stadion, Wenen Scheidsrechter: Pieter Vink |

|              |                               |                  |                    |                                                                   |
| 12 juni 2008 | Kroatië                       | 2-1              | Duitsland          | Wörthersee Stadion, Klagenfurt Scheidsrechter: Frank De Bleeckere |
| 12 juni 2008 | 24' Darijo Srna 62'Ivica Olić | wedstrijdverslag | 79' Lukas Podolski | Wörthersee Stadion, Klagenfurt Scheidsrechter: Frank De Bleeckere |

|              |       |                  |                  |                                                               |
| 16 juni 2008 | Polen | 0-1              | Kroatië          | Wörthersee Stadion, Klagenfurt Scheidsrechter: Kyros Vassaras |
| 16 juni 2008 |       | wedstrijdverslag | 52' Ivan Klasnić | Wörthersee Stadion, Klagenfurt Scheidsrechter: Kyros Vassaras |

### Kwartfinale
|                    |                   |                  |                      |                                                            |
| 20 juni 2008 20:45 | Kroatië           | 1 - 1 (P 1 - 3)  | Turkije              | Ernst Happelstadion, Wenen Scheidsrechter: Roberto Rosetti |
| 20 juni 2008 20:45 | Ivan Klasnić 119' | wedstrijdverslag | 120+2' Semih Şentürk | Ernst Happelstadion, Wenen Scheidsrechter: Roberto Rosetti |

## Selectie en statistieken
| No. | Naam             | Club              | Positie      | W |   |   | D | A |   |   |   |
| --- | ---------------- | ----------------- | ------------ | - | - | - | - | - | - | - | - |
| 1   | Stipe Pletikosa  | Spartak Moskou    | Doelman      | 3 | 0 | 0 | 0 | 0 | 0 | 0 | 0 |
| 2.  | Dario Šimić      | AC Milan          | Verdediger   | 1 | 0 | 0 | 0 | 0 | 0 | 0 | 0 |
| 3.  | Josip Šimunić    | Hertha BSC        | Verdediger   | 3 | 0 | 0 | 0 | 0 | 1 | 0 | 0 |
| 4.  | Robert Kovač     | Borussia Dortmund | Verdediger   | 3 | 0 | 0 | 0 | 0 | 1 | 0 | 0 |
| 5.  | Vedran Ćorluka   | Manchester City   | Verdediger   | 4 | 1 | 0 | 0 | 0 | 0 | 0 | 0 |
| 6.  | Hrvoje Vejić     | Tom Tomsk         | Verdediger   | 1 | 0 | 0 | 0 | 0 | 1 | 0 | 0 |
| 7.  | Ivan Rakitić     | FC Schalke 04     | Middenvelder | 3 | 0 | 0 | 0 | 0 | 0 | 0 | 0 |
| 8.  | Ognjen Vukojević | Dynamo Kiev       | Middenvelder | 2 | 1 | 0 | 0 | 0 | 1 | 0 | 0 |
| 9.  | Nikola Kalinić   | Hajduk Split      | aanvaller    | 1 | 1 | 0 | 0 | 0 | 0 | 0 | 0 |
| 10. | Niko Kovač       | Red Bull Salzburg | Middenvelder | 3 | 0 | 0 | 0 | 0 | 0 | 0 | 0 |
| 11. | Darijo Srna      | Sjachtar Donetsk  | Middenvelder | 3 | 0 | 1 | 1 | 0 | 1 | 0 | 0 |
| 12. | Mario Galinović  | Panathinaikos     | Doelman      | 0 | 0 | 0 | 0 | 0 | 0 | 0 | 0 |
| 13. | Nikola Pokrivač  | AS Monaco         | Middenvelder | 1 | 0 | 0 | 0 | 0 | 0 | 0 | 0 |
| 14. | Luka Modrić      | Dinamo Zagreb     | Middenvelder | 3 | 0 | 0 | 1 | 0 | 1 | 0 | 0 |
| 15. | Dario Knežević   | Livorno Calcio    | Verdediger   | 3 | 2 | 1 | 0 | 0 | 0 | 0 | 0 |
| 16. | Jerko Leko       | AS Monaco         | Middenvelder | 2 | 1 | 0 | 0 | 0 | 1 | 0 | 0 |
| 17. | Ivan Klasnić     | Werder Bremen     | Aanvaller    | 2 | 1 | 1 | 2 | 0 | 0 | 0 | 0 |
| 18. | Ivica Olić       | Hamburger SV      | Aanvaller    | 3 | 0 | 3 | 1 | 0 | 0 | 0 | 0 |
| 19. | Niko Kranjčar    | Portsmouth FC     | Middenvelder | 4 | 1 | 2 | 0 | 0 | 0 | 0 | 0 |
| 20. | Igor Budan       | Parma FC          | Aanvaller    | 1 | 1 | 0 | 0 | 0 | 0 | 0 | 0 |
| 21. | Mladen Petrić    | Borussia Dortmund | Aanvaller    | 4 | 2 | 2 | 0 | 0 | 0 | 0 | 0 |
| 22. | Danijel Pranjić  | SC Heerenveen     | Aanvaller    | 4 | 0 | 0 | 0 | 0 | 0 | 0 | 0 |
| 23. | Vedran Runje     | RC Lens           | Doelman      | 1 | 0 | 0 | 0 | 0 | 0 | 0 | 0 |

| W | Wedstrijden        |
|   | Invalbeurten       |
|   | Gewisseld          |
| D | Doelpunten         |
| A | Assists/Voorzetten |
|   | Gele kaarten       |
|   | 2 x geel = rood    |
|   | Rode kaarten       |

Groep A:  Zwitserland ·  Tsjechië ·  Portugal ·  Turkije
Groep B:  Oostenrijk ·  Kroatië ·  Duitsland ·  Polen
Groep C:  Roemenië ·  Frankrijk ·  Nederland ·  Italië
Groep D:  Spanje ·  Rusland ·  Griekenland ·  Zweden
HNS · A-internationals · Selecties · Bondscoaches · Statistieken · Kroatisch vrouwenelftal · Olympisch elftal · Kroatië U21 · Kroatië U20 · Kroatië U19 · Kroatië U18 · Kroatië U17 · Kroatië U16
1940 – 1956 ·
1990 – 1999 ·
2000 – 2009 ·
2010 – 2019 ·
2020 − 2029
EK's: 1996 · 
2000 · 
2004 · 
2008 · 
2012 · 
2016 · 
2020 · 
2024
WK's: 1998 · 
2002 · 
2006 · 
2010 · 
2014 · 
2018 · 
2022
1940 · 
1941 · 
1942 · 
1943 · 
1944 · 
1945–1955 · 
1956 · 
1957–1989 · 
1990 · 
1991 · 
1992 · 
1993 · 
1994 · 
1995 · 
1996 · 
1997 · 
1998 · 
1999 · 
2000 · 
2001 · 
2002 · 
2003 · 
2004 · 
2005 · 
2006 · 
2007 · 
2008 · 
2009 · 
2010 · 
2011 · 
2012 · 
2013 ·  
2014 · 
2015 · 
2016 · 
2017 · 
2018 ·
2019 ·
2020 ·
2021 ·
2022 ·
2023
Albanië ·
Andorra ·
Argentinië ·
Armenië ·
Australië ·
Azerbeidzjan · 
België ·
Bosnië en Herzegovina ·
Brazilië ·
Bulgarije ·
Canada ·
Chili ·
China ·
Cyprus ·
Denemarken ·
Duitsland ·
Ecuador ·
Egypte ·
Engeland ·
Estland ·
Finland ·
Frankrijk ·
Georgië ·
Gibraltar ·
Griekenland ·
Hongarije ·
Hongkong ·
Ierland ·
IJsland ·
Indonesië ·
Iran ·
Israël ·
Italië ·
Jamaica ·
Japan ·
Joegoslavië ·
Jordanië ·
Kameroen · 
Kazachstan ·
Kosovo ·
Letland ·
Litouwen ·
Liechtenstein ·
Mali ·
Malta ·
Marokko · 
Mexico ·
Moldavië ·
Nederland ·
Nigeria ·
Noord-Ierland ·
Noord-Macedonië ·
Noorwegen ·
Oekraïne ·
Oostenrijk ·
Peru ·
Polen ·
Portugal ·
Qatar ·
Roemenië ·
Rusland ·
San Marino ·
Saoedi-Arabië ·
Schotland ·
Senegal · 
Servië · 
Slovenië ·
Slowakije ·
Spanje ·
Tsjechië ·
Tunesië ·
Turkije ·
Wales ·
Wit-Rusland ·
Zuid-Korea ·
Zweden ·
Zwitserland
Argentinië (2018) ·
Argentinië (2022) ·
Australië (2006) ·
België (2022) ·
Brazilië (2006) ·
Brazilië (2014) ·
Brazilië (2022) ·
Denemarken (2018) ·
Duitsland (2008) ·
Engeland (2018) ·
Engeland (2021) ·
Frankrijk (2018) ·
Ierland (2012) ·
IJsland (2018) ·
Italië (2012) ·
Japan (2006) ·
Kameroen (2014) ·
Marokko (2022, 1) ·
Marokko (2022, 2) ·
Mexico (2014) ·
Nigeria (2018) ·
Oostenrijk (2008) ·
Polen (2008) ·
Rusland (2018) ·
Schotland (2021) ·
Spanje (2012) ·
Spanje (2021) ·
Tsjechië (2016) ·
Tsjechië (2021) ·
Turkije (2008) ·
Turkije (2016)